# Eupithecia batangi
Eupithecia batangi es una especie de polilla de la familia Geometridae. La especie fue descrita por primera vez por András Mátyás Vojnits habiendo sido descrita en 1934, con distribución en China, especialmente descrita en la provincia de Yunnan. El holotipo de la especie fue descrita en A-tun-tse, Porto Bardia a aproximadamente 4000 metros (13 123,4 pies). Una subespecie descrita como holotipo en Tal des Yangtze, provincia de Batang en Tíbet, de donde obtiene su nombre. Tiene gran similitud con otra especie de China, Eupithecia garrula.: 204 